# 松平勝忠
松平 勝忠（まつだいら かつただ）は、江戸時代前期の大身旗本（交代寄合）。名は勝易（かつやす）とも。官位は従五位下・豊前守。下総国多古陣屋を居所とし、駿府城代を務めて最終的に9000石を知行した。多古松平家は次代で大名に列する（多古藩）。

## 生涯
元和9年（1623年）、松平勝義の二男として、江戸で誕生。寛永11年（1634年）8月16日、駿府において上洛からの帰途にあった3代将軍・徳川家光に、兄・勝則（勝就）とともに拝謁する（当時、当主である祖父の松平勝政が駿府城代を務めていた）。正保2年（1645年）6月26日に書院番に列した。正保4年（1647年）12月20日、蔵米300俵を支給される。寛文9年（1669年）7月8日、書院番組頭に昇進し、300俵を加えられる。同年、兄の勝則が亡くなったため、嗣子となった。
寛文10年（1670年）、父・勝義が死去したため、12月18日に家督を継承する。この時、弟・勝光と勝郷（勝忠）に500石ずつ知行を分与し、7000石を知行した（先に与えられた蔵米は収公）。寛文11年（1671年）5月4日に書院番頭となり、同年12月28日には従五位下・豊前守に叙任された。同年、下総国香取郡にあった知行地の一部を下総葛飾郡・上総国武射郡・長柄郡・山辺郡に移されている。椿新田（椿海干拓）の功労とされる。延宝元年（1673年）に初めて多古に赴く暇を賜った。
延宝2年（1674年）8月29日に大番頭、延宝4年（1676年）6月3日に駿府城代に任命された。この際に上総国武射・長柄・埴生・山辺郡で2000石を加増され、知行は合計9000石となった。延宝8年（1680年）5月24日、駿府において58歳で死去。同様に駿府城代在任中に死去した祖父・勝政の墓所がある、慈悲尾の増善寺に葬られた。嗣子が無かったため、養子となっていた末弟の勝以が跡を継いだ。